# Вунзідель-ім-Фіхтельгебірге
Вунзідель-ім-Фіхтельгебірге (нім. Wunsiedel im Fichtelgebirge) — район у Німеччині, у складі округу Верхня Франконія федеральної землі Баварія. Адміністративний центр — місто Вунзідель.

## Населення
Населення району становить 71 974 осіб (станом на 31 грудня 2020).

## Адміністративний поділ
Район складається з 9 міст (нім. Städte), 3 торговельних громад (нім. Märkte) та 5 громад (нім. Gemeinden):
| Міста 1. Арцберг (5057) 2. Вайсенштадт (3095) 3. Вунзідель (9155) 4. Гоенберг-ан-дер-Егер (1442) 5. Зельб (14708) 6. Кірхенламіц (3166) 7. Марктлойтен (2999) 8. Марктредвіц (17049) 9. Шенвальд (3215) Торговельні громади 1. Тірсгайм (1784) 2. Тірштайн (1153) 3. Ширндінг (1116) | Громади 1. Бад-Александерсбад (977) 2. Гекстедт-ім-Фіхтельгебірге (1056) 3. Нагель (1701) 4. Реслау (2086) 5. Трестау (2215) |

Дані про населення наведені станом на 31 грудня 2020.